# Voel
Voel er en lille by i Midtjylland med 1.965 indbyggere  (2025). Voel er beliggende 10 kilometer øst for Silkeborg, seks kilometer vest for Sorring og 35 kilometer vest for Aarhus. Byen hører til Silkeborg Kommune og er beliggende i Region Midtjylland.
Den hører til Voel Sogn og Voel Kirke ligger i byen. Voel er desuden kendt for håndboldklubben Silkeborg Voel KFUM, der er moderklub til håndboldoverbygningen BSV, som spiller i Håndboldligaen.

## Historie
Voel var i 1682 en landsby med 13 gårde og 1 hus med jord. Det samlede dyrkede areal udgjorde 563,3 tønder land, skyldsat til 41,52 tønder hartkorn. Dyrkningsformen var græsmarksbrug med tægter.
Voel fik en skole oprettet omkring 1750 og fungerende frem til 1859. Derefter blev bygningen anvendt til købmandsforretning. Af håndværkere havde landsbyen blandt andet smedje og sadelmager.
Voel Kirke blev bygget i 1876, da en gruppe af mennesker slog sig sammen om at bygge kirken, fordi man indtil da skulle man helt til Tvilum for at komme i kirke.
I det 20. århundrede skete en udvikling af Voel fra landsby til by.
Voel skole blev oprettet i 1956 med ca. 110 elever og 4 lærere samt 3 klasselokaler til rådighed. Skolen er senere blevet udvidet i takt med behovet.
Siden kommunalreformen i 1970 er byen vokset meget. Første skete en fortætning af bebyggelsen omkring de gamle, senere nedlagte forretninger som bageren, slagteren og købmanden. Senere udstykkede et boligkvarter mod vest med vejene Krakasvej, Gormsvej og Magrethesvej. Da dette heller ikke var nok, udstykkede man et nyt boligkvarter syd for Voel skole i byens sidligedel med vejene Højgårdsvænget og Dagmarsvej samt yderligere et par veje i tilslutning hertil.